# Macrorrhyncha guichardi
Macrorrhyncha guichardi är en tvåvingeart som beskrevs av Chandler 1994. Macrorrhyncha guichardi ingår i släktet Macrorrhyncha och familjen platthornsmyggor.
Artens utbredningsområde är Cypern. Inga underarter finns listade i Catalogue of Life.